# 墀头
墀头，俗称腿子，又称墀头墙，是東亞傳統建筑的房屋山墙伸出檐柱外的部分， 硬山顶建筑的墀头自下而上分别是下碱、上身、稍子，庑殿顶、歇山顶、悬山顶建筑没有稍子。
墀头上多有砖雕作装饰。

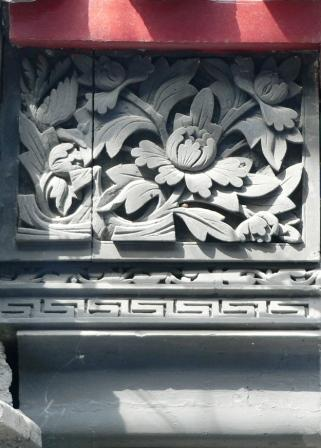
北京四合院墀头墙上的戗檐和两层拔檐
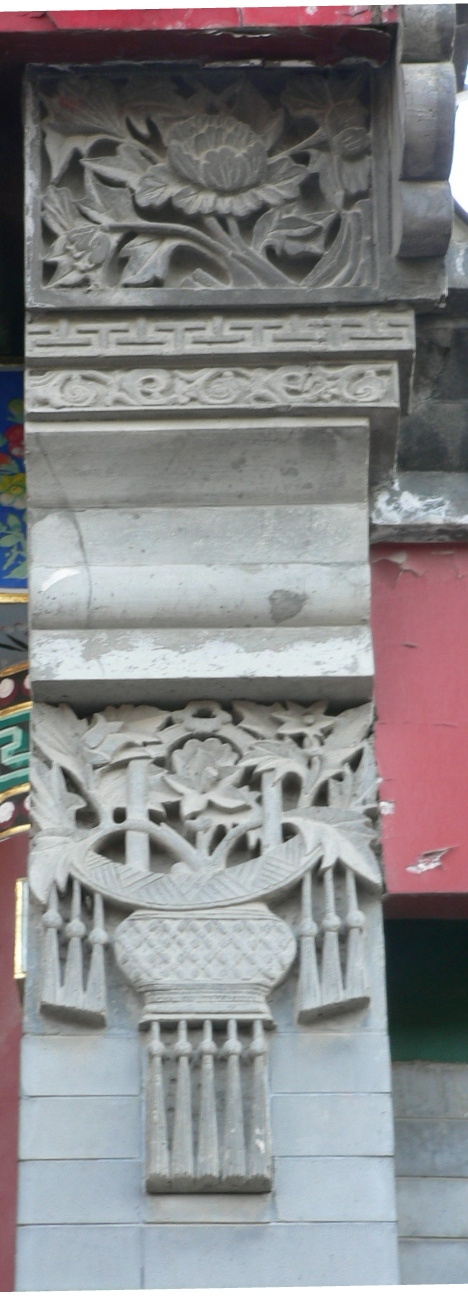
北京四合院花篮垫花
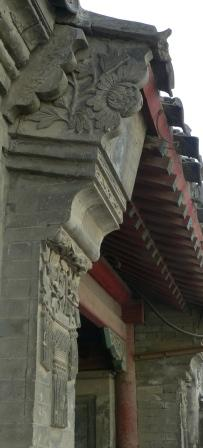
北京四合院博风
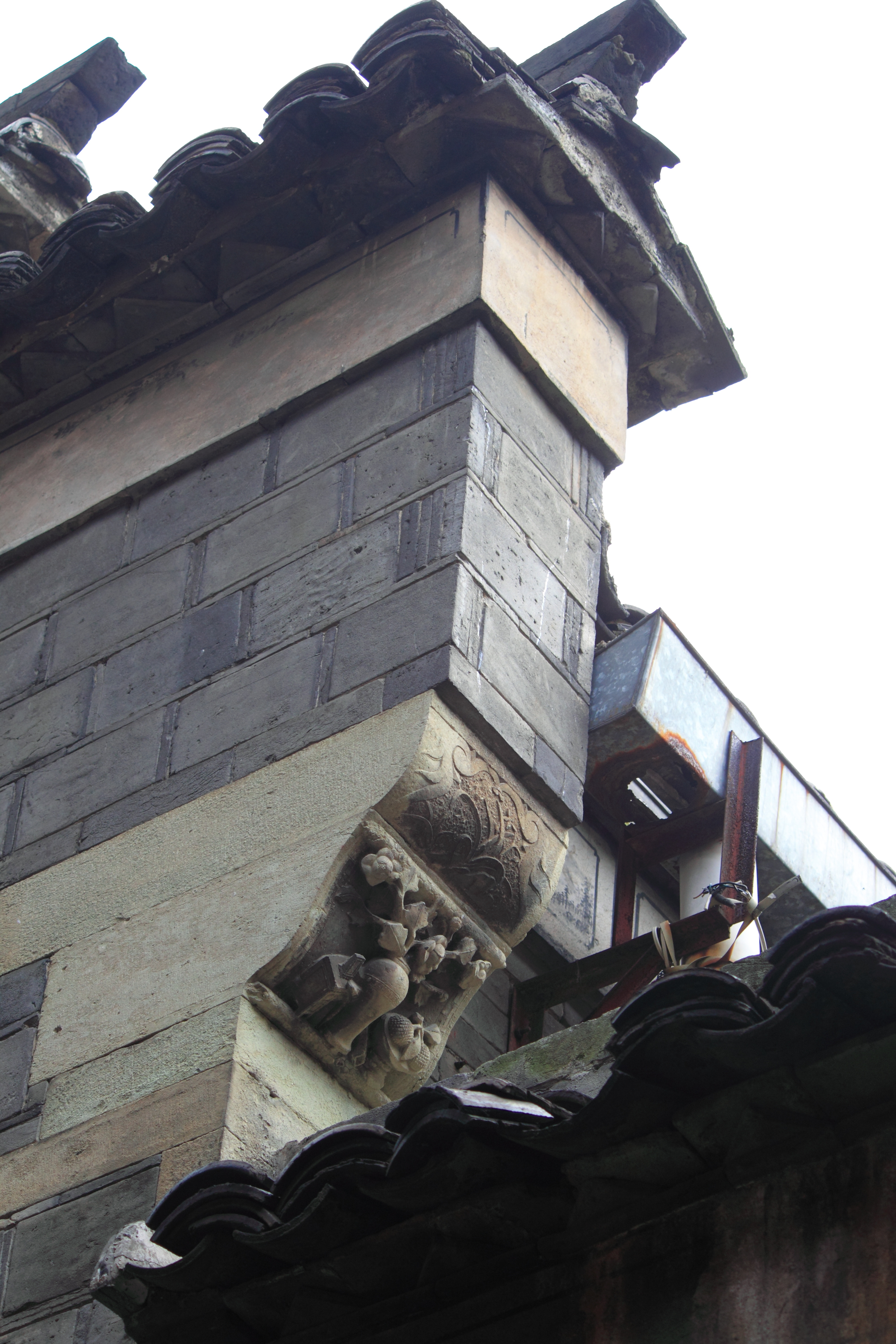
江西上饶相府路17号民宅
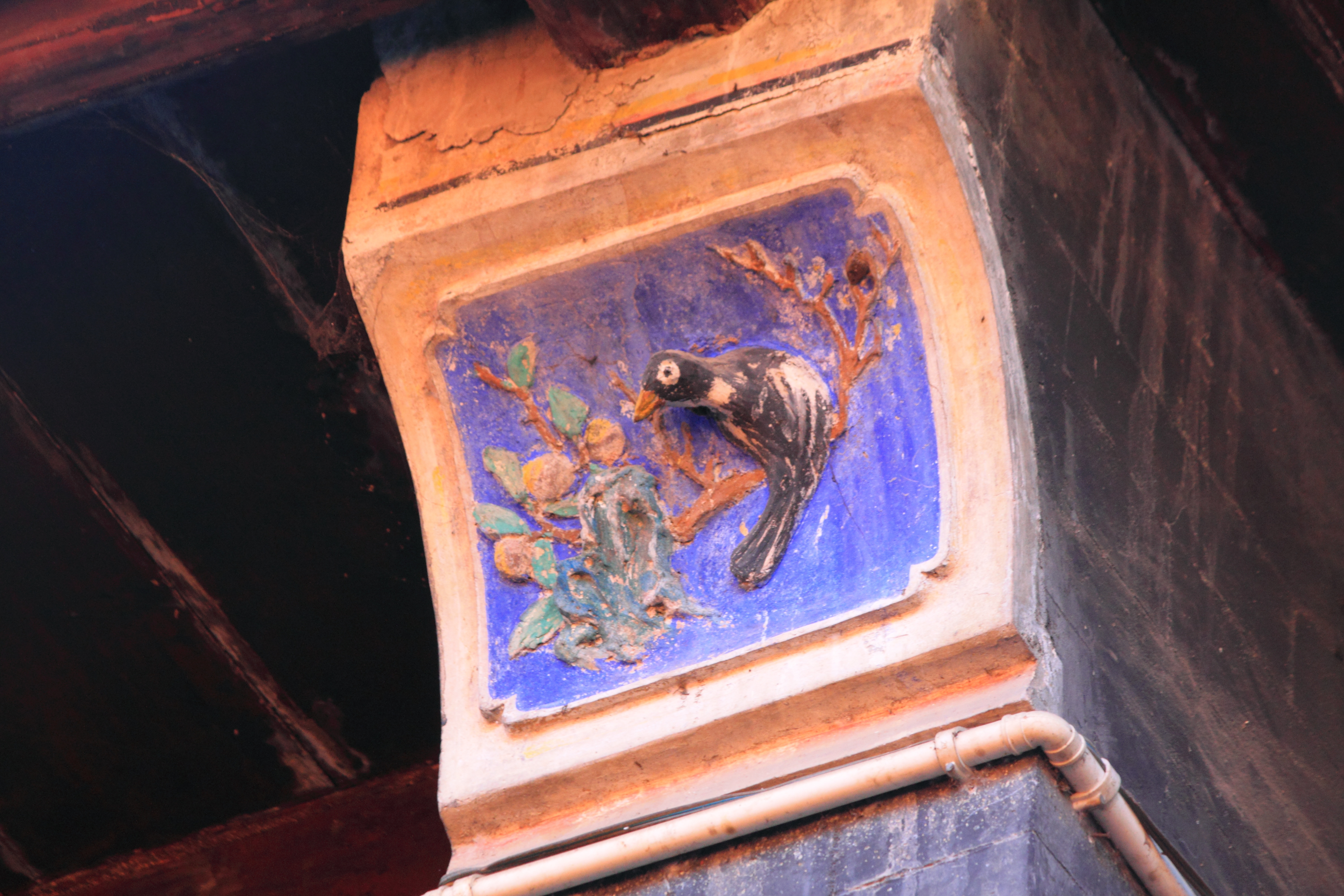
广西恭城武庙